# 白蘭兒
白 蘭兒（ペク・ナナ、朝鮮語: 백난아、1925年1月16日 - 1992年9月23日）は大韓民国の歌手である。
本名は呉 金淑（オ・グムスク、오금숙）。

## 生涯
済州島で生まれた。良才高等女塾を卒業し、1940年タイヘイレコードと朝鮮日報が合同で主催するコンクール大会で2位に入賞した。先輩であった歌手の白年雪に“白蘭兒”という芸名を受け、『午東洞劇団』をレコーディングした。『午東洞劇団』がヒットすると、さらに『カモメ双々』、『望郷草の愛』『地のヤナギ、水のヤナギ』、『桔梗娘』、『アリラン娘』『ノイバラの花』、『興亜の春』などをレコーディングした。日本が韓国を解放する直前までタイヘイレコード専属であり、解放直後は「パラダイスショー団」を運営して国内の巡回公演を行い、1949年からはラッキーレコード専属で『金箔のテンギ（テンギ：チョゴリを着る際に使用する髪飾り）』、『娘18歳』、高麗レコードで『インド夜曲』を発表し人気を得た。しかし、直後朝鮮戦争が起こり、戦時中は大邱に避難、複数の芸能人らと活動し、陸軍の広報支援部隊であった軍芸隊でも活動。戦後は、タイヘイレコードと徐羅伐レコードで活動し、『メキシコナイト』、『高浪浦のアナンネ（アナンネ：他人の妻、という意味を表す古い言葉）』などをレコーディング。1960年代までは盛んに新曲のレコーディングをしており、それ以降は主に劇場の舞台で活動。テレビ放送が本格化した時代においても、彼女はベテラン歌手としてもてなされ、放送への出演を活発にしており、特に『歌謡舞台』に出演。1992年1月21日、1991年に発症した大腸癌と、持病であった高血圧が重なり、闘病していたが死去、67歳没。